# Меч отмщения
«Меч отмщения» (другие русские названия — «Меч отмщения: Одинокий волк и его ребёнок»; «Меч отмщения: Одинокий волк с ребёнком»; «Одинокий волк и младенец: Отдашь сына, потеряешь руку, будешь взят под стражу»; «Одинокий волк и младенец: Ребёнок и опыт внаём»; «Детская коляска: Меч отмщения») (яп. 子連れ狼　子を貸し腕貸しつかまつる, кодзурэ о:ками ко-о каси удэ каси цукамацуру; англ. Lone Wolf and Cub: Sword of Vengeance) — японский фильм в жанре тямбара, поставленный режиссёром Кэндзи Мисуми и выпущенный на экраны в 1972 году. Фильм основан на манге Кадзуо Коикэ и Госэки Кодзимы, которая является такой же культовой, как и серия поставленных по ней фильмов. Кэндзи Мисуми, режиссер таких культовых фильмов, как «Повесть о Дзатоити» (и ещё пяти других лент из цикла о слепом мечнике), «Сын судьбы» и «Меч» на этот раз приглашает нас в мрачное путешествие вместе с молчаливым ронином, чей меч во время странствий часто покрывается пятнами крови, а его ребёнок нередко будет видеть тела, лишенные конечностей. Первый эпизод саги из шести фильмов, четыре из которых снимет Мисуми, и слава которых распространилась далеко за пределы Японии. В качестве продюсера выступает актёр Синтаро Кацу, известный по роли Дзатоити в цикле из 26 фильмов, подарив здесь ведущую партию своему старшему брату Томисабуро Вакаяме.

## Сюжет
Вид оборванца, везущего в тележке ребенка и держащего транспорант с надписью «Сдаю внаём своё имение и ребёнка», привлёк внимание прохожих на дороге. Люди называют его «Одинокий волк с ребёнком». Это были странствующие отец и сын Итто. Отца боялись как искусного убийцу, который выполнял любую просьбу, какой бы сложной она ни была. В сердце Огами Итто яростно пылали гнев и обида на клан Ягю. Клан Ягю, претендовавший на должность официального палача, которую занимал Огами Итто из клана Хай, обвинил Итто в «измене Токугаве», уволил его с работы, а также убил его жену. Однажды Итто получил заказ на убийство... Клиент, Итигэ, старейшина клана Оямада из Эдо, намеревался помешать заговору главного вассала Канмоно Сугито и его банды с целью убийства наследника. Когда Итто узнал, что банда скрывается на курорте с горячими источниками в каньоне, где собираются только изгои общества, он немедленно направился к месту назначения. 
Итто терпел словесные оскорбления и жестокие действия преступников, которые оскорбляли и мучили его за то, что он был с ребенком, и чтобы спасти жизнь проститутки Осэн, его не смущал стыд от необходимости контактировать с ней на публике, ведь он просто ждал своего часа. И вот появилась такая возможность. Канмоцу Сугито появился в этой курортной деревушке собственной персоной, чтобы сообщить бандитам о том, что процессия с наследником престола вскоре проследует через эту местность. Попытавшись убить местных жителей вместе с Огами Итто, бандиты вступили в ожесточённую схватку с «Одиноким волком», который не пощадил никого. Итто оставляет после себя кучу трупов и уходит.

## В ролях
Кэндзи Мисуми не мог позволить себе подобно ряду выдающихся коллег (вроде Акиры Куросавы или Масаки Кобаяси) изнутри переосмысливать и, хуже того, развенчивать каноны дзидайгэки, кэнгэки, тямбара и т.д. И всё равно его «Меч мести» с лёгкостью возносится до высот шекспировских трагедий, повествуя о бремени Власти. О проклятии, которое вынужден отныне нести Итто, бросивший вызов сложившейся социальной иерархии и посвятивший существование благородному возмездию – сознательно предпочтя судьбу презренного наёмника. Не могу не отметить заслуги фактурного актёра Томисабуро Вакаямы, чьими усилиями образ Итто приобретает архетипические черты.
- Томисабуро Вакаяма — Огами Итто
- Фумио Ватанабэ — Бидзэнноками Ягю
- Го Като — Икию
- Томоко Маяма — Осэн
- Сигэру Цуюгути — Курандо Ягю
- Асао Утида — Кэнмоцу Сугито
- Такэтоси Найто — Итигэ Гёбу
- Ёси Като — Дандзё Тонами
- Кэйко Фудзита — Адзами Огами
- Юноскэ Ито — Рэцудо Ягю
- Манабу Морита — Оми
- Исао Ямагата

## Премьеры
- — 15 января 1972 года состоялась национальная премьера фильма в Токио[3]

## Комментарии
1. ↑  Все эти русские названия можно встретить в сети на различных сайтах и торрент-трекерах